# Stefan Essl
Stefan Essl (* 1971 in München) ist ein deutscher Filmeditor.

## Leben
Stefan Essl erlernte zunächst den Beruf des Kfz-Mechanikers. Ab Ende der 1990er Jahre wurde er als Schnitt-Assistent tätig, und ab 2001 als eigenständiger Editor. 2011 wurde er für den Film Jerry Cotton mit dem Deutschen Kamerapreis (Bester Schnitt – Kategorie Kinospielfilm) ausgezeichnet. Er ist auch Schlagzeuger der Band Beathotel, die zum Soundtrack von Männerherzen den Song Tat twam asi beisteuerte.
Seit 2016 gehört Stefan Essl zudem dem Vorstand des Bundesverband Filmschnitt Editor e. V. (BFS) an.

## Filmografie (Auswahl)
- 2002: Wie die Karnickel
- 2004: Autobahnraser
- 2005: Erkan & Stefan in Der Tod kommt krass
- 2006: Zwei zum Fressen gern
- 2007: Neues vom Wixxer
- 2008: Die Bienen – Tödliche Bedrohung
- 2009: Männerherzen
- 2010: Jerry Cotton
- 2010: Otto’s Eleven
- 2010: Polizeiruf 110: Zapfenstreich
- 2011: Männerherzen … und die ganz ganz große Liebe
- 2012: Die Vampirschwestern
- 2013: Schlussmacher
- 2014: Vaterfreuden
- 2014: Winterkartoffelknödel
- 2014: Männerhort
- 2014: Die Vampirschwestern 2 – Fledermäuse im Bauch
- 2015: Hilfe, ich hab meine Lehrerin geschrumpft
- 2016: Der geilste Tag
- 2016: Schweinskopf al dente
- 2016: Willkommen bei den Hartmanns
- 2017: Grießnockerlaffäre
- 2018: Sauerkrautkoma
- 2018: Kalte Füße
- 2019: Rate Your Date
- 2019: Leberkäsjunkie
- 2020: Nightlife
- 2021: Kaiserschmarrndrama
- 2021: Biohackers (Fernsehserie, 1 Folge)
- 2022: Guglhupfgeschwader
- 2023: Rehragout-Rendezvous
- 2023: German Crime Story: Gefesselt
- 2024: Woodwalkers